# Russische Avantgarde
Mit dem Begriff russische Avantgarde wird eine künstlerische Epoche in Russland (ab 1922 Sowjetunion) bezeichnet, die zwischen etwa 1905 und 1934 stattfand. Hierbei kam auch die Integration von Bildender Kunst, Literatur, Musik und Theater in Bühnenbild-, Figurinen- und Plakatentwürfen zur Geltung.

## Wesen
Die russische Avantgarde war ein Prozess der Umwälzung und Erneuerung in allen Bereichen der Kunst Russlands. Einerseits orientierte sie sich an den neuesten französischen Kunstentwicklungen, während sie sich andererseits mit ihren engen Bezügen zur bildnerischen Volkstradition identifizierte. Alle Künstler dieser Epoche vereinte das Bestreben, eine Synthese zu schaffen aus volkstümlichen Elementen, modernen Strömungen und der zeitgemäßen Tendenz der Abstraktion gerecht zu werden. Mit letzterem wurde versucht, an die technischen Errungenschaften der damaligen Zeit anzuknüpfen. Zwischen westlichen Einflüssen und östlichen Traditionen entstand so eine Kunst von großer Souveränität. Eine ganze Reihe von Kunstströmungen wie Neoprimitivismus, Kubofuturismus, Rayonismus, Konstruktivismus, aber auch analytische Kunst, Projektionismus und Kosmismus prägten diese Entwicklung.
Als einer der Höhepunkte dieser Epoche wird die Ausstellung „Karo-Bube“ vom Dezember 1910 bis Januar 1911 definiert und die sich im Oktober 1911 aus den beteiligten Künstlern formell gegründete gleichnamige Künstlergruppe „Karo-Bube“. Die Ausstellung kam durch die Künstler Aristarch Lentulow, Michail Larionow, Kasimir Malewitsch und Natalija Gontscharowa zustande. 1912 folgte die Ausstellung „Eselsschwanz“.
Von der Kulturpolitik der Bolschewiki wurde diese Entwicklung anfangs gefördert. Der Suprematismus, den Malewitsch entwickelte, war für eine kurze Zeit nach der Oktoberrevolution von 1917 sogar eine Art Massenagitationsmittel. Malewitsch und El Lissitzky wurden auf Lehrstühle der Moskauer Kunsthochschule berufen. Die russischen Avantgardisten verstanden die neue kommunistische Herrschaft dabei als Förderer und Wegbereiter avantgardistischer Kunst.
Am 3. April 1921 öffnete in Petrograd das Museum für Malkultur seine Pforten und präsentierte sich mit 257 Arbeiten von 69 Künstlern dem Publikum. Sein wichtigstes Organisationsmerkmal bestand darin, dass ausschließlich die Künstler der Avantgarde selbst über das Museum verfügen sollten. Nach ihren Vorstellungen sollte ein Arbeitsplan zur revolutionären Neufassung der Kunstgeschichte erstellt werden. Alle führenden Köpfe der Petrograder Avantgarde waren an diesem Experiment beteiligt: Kandinsky, Tatlin, Malewitsch, Filonow, Matjuschin, dazu Theoretiker mit dem Kunsthistoriker und Schriftsteller Nikolai Nikolajewitsch Punin an der Spitze. 1924 wurde das Museum nach heftigen internen Auseinandersetzungen in das Institut für Künstlerische Kultur (INChUK) integriert, das seinerseits ein Jahr später den Status eines „staatlichen“ Instituts erlangte (GINChUK).
Der Einfluss der russischen Avantgarde auf die jüngere Entwicklung der westlichen Kunst gilt heute als unbestritten. Ohne Das Schwarze Quadrat auf weißem Grund (1915) von Kasimir Malewitsch, seine spätere suprematistische Komposition Weiß auf Weiß oder die Serie der Schwarzen Bilder (1917/18) Rodtschenkos und sein primärfarbiges Triptychon (1921) wäre die Evolution der gegenstandslosen Kunst eines Yves Klein etwa, Barnett Newman oder Ad Reinhardt nicht denkbar; so auch z. B. Werke der amerikanischen Minimal Art von Donald Judd und Carl Andre, die sich auf Materialität und Funktionalität früher Skulpturen Tatlins und Rodschenkos zurückführen lassen. Die von Lunatscharski betriebene Gründung der Nationalen Kunstakademie 1923 und der mit ihr verbundenen Zeitschriften sollte vor allem den Austausch mit dem westlichen Ausland fördern. Dieser schlug sich vor allem in der Errichtung des sowjetischen Pavillons auf der Pariser Ausstellung für angewandte Kunst 1925 und in einer großen Ausstellung französischer Gegenwartskunst in Moskau 1928 nieder. Auch die von der russischen Avantgarde beeinflusste politisierte westliche Kunst wirkte nach Russland zurück, wie die Ausstellung revolutionärer Kunst des Westens in Moskau 1926 zeigt.
Nach Stalins Machtübernahme ließ sich der theoretische Ansatz der Avantgardisten mit den politischen Forderungen nach einer funktionalen Kunst nicht mehr vereinbaren. Malewitsch erhielt Ausstellungs- und Publikationsverbot. Die Komponisten konnten weiteren Verfolgungen durch das Sammeln von Volksmusik bei den Ethnien der Sowjetunion entgehen. Andere Künstler wanderten in den Westen ab. Um 1925 kehrten auch einige Vertreter der Avantgarde im Pariser Exil zur figürlichen Malerei zurück, andere zum Expressionismus.
In der Sowjetunion folgte eine zentral gesteuerte Agitationskunst, die auch als Sozialistischer Realismus bezeichnet wird. Eine Zeitlang wurden jedoch Elemente der Avantgarde in der Plakat- und Politkunst bewahrt, etwa in Form verfremdeter Marionetten im Polittheater. Futuristische Architekten wie Lew Wladimirowitsch Rudnew wandten sich dem Neoklassizismus zu.

## Bildende Kunst
Neben vielen anderen Künstlern waren Chagall, Kandinsky, Rodtschenko, Popowa und Malewitsch die bekanntesten Vertreter. Während Kandinsky das Geistige in der abstrakten Kunst suchte und das in seinen Bildern zum Ausdruck bringen wollte, war Malewitsch mit seiner geometrischen Formensprache eher dem Suprematismus zugewandt. Beide einte das Bestreben, die Einheit der Welt in Zusammenklang von Seele und Kosmos zu bringen. Die Ideen von Theosophie und die von Rudolf Steiner beeinflussten vor allem das Schaffen Kandinskys.
Die russische Avantgarde der Kunst war im Zeitalter des Stalinismus verfemt, selbst Künstler distanzierten sich von ihren früheren Werken. George Costakis begann ab 1946 gezielt diese Epoche der russischen Kunst zu erforschen und zu sammeln. Zahlreiche Werke konnten vor dem völligen Verlust gerettet werden, ein Teil seiner Sammlung befindet sich heute in der staatlichen Tretjakow-Galerie. Costakis machte die russische Avantgarde auch im Westen wieder bekannt.

## Film
Zur russischen Avantgarde zählten auch Filmregisseure wie Dsiga Wertow und Sergei Michailowitsch Eisenstein. Vom Film und seinen Möglichkeiten fasziniert war auch Majakowski.

## Musik
Die russische Avantgarde fand auch in der Musik großen Niederschlag. Durch die frühen Errungenschaften Alexander Skrjabins, Alexei Stanchinskys, und Wladimir Rebikows angeregt entwickelten sich höchst progressive musikalische Ideen. Arthur Lourié, der als Assistent des Kulturkommissars Lunatscharski eine führende Position im russischen Musikleben hatte, schuf mit den Synthesen und den Formen in der Luft früheste Beispiele von Zwölftonmusik, bevor er sich stilistisch den Ideen der literarischen Futuristen näherte. Nikolai Roslawez, der Louriés Stellung nach dessen Emigration übernahm, entwickelte ein ähnliches System wie Alexander Skrjabin, konnte es aber zu noch größerer Reife führen. Er entwickelte „Syntet-Akkorde“, also aus sechs bis neun Noten bestehende Akkorde, aus denen er das Tonmaterial für kleine Zellen gewann. Die Transposition der Akkorde in den folgenden Zellen machte diese Technik äußerst flexibel, sodass er sie am Ende mit großer Virtuosität beherrschte.
Weitere wichtige Komponisten waren:
- Alexander Mossolow, der urbanistisch-herbe Klänge in seinen Stil aufnahm und mit der Eisengießerei auch ein wichtiges Werk der futuristischen Maschinenmusik lieferte. Außerdem sind seine Zeitungsannoncen ein interessantes Collage-Werk, da er reale Inserate als Kunstlieder vertonte.
- Sergei Protopopow, aus dessen Werk besonders die zweite und dritte Klaviersonate hervorstechen, die die neuartigen Ideen Boleslaw Jaworskyjs („Gravitationstheorie“) am konsequentesten und radikalsten umsetzten.
- Ivan Wyschnegradsky, der erste Experimente mit Vierteltönen in Russland machte und nach seiner Emigration nach Frankreich einer der bedeutendsten Pioniere der Viertelton- und Miktointervall-Musik wurde.
- Dmitri Schostakowitsch, aus dessen großem Werkverzeichnis zwar nur eine kleine Zahl der Werke dem Futurismus zuzuordnen sind, der aber in den Aphorismen op. 13 zu ganz eigenen Ideen gelangt, die bekannte musikalische Formen (Serenade, Nocturne, Trauermarsch) dekonstruieren. Weiterhin sind seine 1. Klaviersonate op. 12, seine 2. Symphonie op. 14 und die Oper Die Nase op. 15 wichtige Beiträge zur russischen Avantgarde.
- Leonid Sabanejew, der einerseits klangvolle Stücke im weiterentwickelten Stil Skrjabins schuf, andererseits auch als Musikwissenschaftler seine Beobachtungen der aktuellen russischen Musik im Westen veröffentlichte und damit zum Chronist der Avantgarde wurde.
- Weitere bedeutende Komponisten waren Leonid Polowinkin, Dmitri Melkich, Gawriil Popow, Joseph Schillinger, Alexander Krein und sein Bruder Grigori Krein.

Hauptorganisation der Musik war die 1924 gegründete Assoziation für Zeitgenössische Musik, die einerseits institutionellen Rückhalt gewährte, andererseits westliche moderne Komponisten (Schönberg, Hindemith, Honegger) für Konzerte nach Russland holte und wiederum die Aufführung russischer Werke im Westen ermöglichte.
Wichtiger Partner in der Verbreitung der Noten war die Universal Edition Wien, die ab 1927 eine Kooperation mit dem sowjetischen Staatsverlag unterhielt und damit bedeutende Werke der russischen Avantgarde im Westen zugänglich machte.

## Bedeutende Sammlungen
- Russisches Museum
- Tretjakow-Galerie
- MOMus – Museum für Moderne Kunst – Sammlung Costakis
- Museum Ludwig

### Ausstellung in Chemnitz 2016/17
Unter dem Thema: „Revolutionär! Russische Avantgarde aus der Sammlung Vladimir Tsarenkov“ zeigten die Kunstsammlungen Chemnitz anlässlich des 100-jährigen Jubiläums der russischen Oktoberrevolution 400 Leihgaben von 110 Künstlern der russischen Avantgarde aus den Jahren 1907 bis um 1930.
Zwischen 1905 und 1920 erschütterten Revolutionen, Krieg und Bürgerkrieg das russische Zarenreich, doch eine junge Künstlergeneration wagte den visionären Aufbruch in eine neue Zeitepoche. In der Ausstellung wurden neben Gemälden, Zeichnungen und Grafiken, Architekturmodelle, Vorarbeiten für Theaterdekorationen, Entwürfe für Bucheinbände, Textilentwürfe, Vorzeichnungen für Plakate, Porzellanentwürfe und hochkarätige Gebrauchsporzellane mit konstruktivistischem Dekor aus einer Zeit des visionären Aufbruchs russischer Künstler gezeigt, dem letztlich durch die stalinistische Kulturpolitik um 1930 ein Ende gesetzt wurde.
Neben Werken von Wassily Kandinsky, El Lissitzky, Natalja Gontscharowa, Alexander Archipenko, Marie Vassilieff, Kusma Petrow-Wodkin und Alexander Deineka waren künstlerische Motive und Handschriften in großer Vielfalt zu entdecken. Kasimir Malewitsch, dem Erfinder des Suprematismus, der absolut mit allen Traditionen brach, war in der Ausstellung ein eigenes Kabinett gewidmet. Sein Schwarzes Quadrat, auf das eine kleine Zeichnung in der Ausstellung verweist, wurde zu einer „Ikone der Kunst des 20. Jahrhunderts“.
Die Sammlung von Vladimir Tsarenkov beinhaltet aber auch ein riesiges Konvolut von Kunstgegenständen aus Porzellan. In der Ausstellung wurde davon eine Auswahl von 222 Objekten aus der Zeit von 1917 bis 1930 gezeigt. Nach der Verstaatlichung der kaiserlichen Porzellanfabrik im Revolutionsjahr 1917 waren noch große Lagerbestände weißgebrannter, noch nicht dekorierter Serviceteile vorhanden. Einst für die Zarentafel der Romanows vorgesehene Gebrauchsporzellane wurden nun von avantgardistischen Künstlern mit kubistischen und suprematischen Dekors versehen. Die Teller verzierten nun Hammer und Sichel, Sowjetstern und Ehrenbündel, aber auch Matrosen, Sportler, Landschaften und Märchenmotive in kunstvoller Aufglasurmalerei. Das mit diesen Motiven versehene kaiserliche Porzellan wurde so zum Träger revolutionärer Ideen und trug zu deren Verbreitung bei. Durch dessen Präsentation auf Ausstellungen in ganz Europa verschaffte sich die noch junge Sowjetunion dringend benötigte Devisen. Unter den gezeigten Kunstgegenständen aus Porzellan befand sich auch eine kleine elegante Figur der Dichterin Anna Achmatowa, die nach Entwürfen von Natalja Danko bemalt wurde, und das legendäre Schachspiel Rot und Weiß.

## CDs
- Miguel Molina Alarcón, Leopoldo Amigo: Baku: Symphony of Sirens. Sound Experiments in the Russian Avantgarde 1910–1942; Original Documents and Reconstructions of 72 Key Works of Music, Poetry and Agitprop. ReR Megacorp, London 2008, ISBN 978-0-9560184-0-3.